# Youssef Maleh
Youssef Maleh (Castel San Pietro Terme, 22 agosto 1998) è un calciatore marocchino con cittadinanza italiana, centrocampista del Lecce.

## Biografia
È nato a Castel San Pietro Terme da genitori marocchini giunti in Italia nel 1998.

## Caratteristiche tecniche
Centrocampista mancino dall'attitudine offensiva, è in possesso di buona tecnica e capacità di inserimento. Agisce in prevalenza come mezzala in un centrocampo a tre, ma, data la facilità di gestione del pallone, può essere impiegato in tutte le posizioni della linea mediana, compresa quella di trequartista.

## Carriera

### Club

#### Gli esordi
Dopo aver trascorso i primi anni della sua vita calcistica tra le file del Medicina Fossatone con mister Galletti, Gianni Grassi e Paolo Poggi, spiccando nella rinomata competizione internazionale “Sei bravo a”, nel 2014 viene notato e ingaggiato dal Cesena, il 16 gennaio 2018 viene girato in prestito al Ravenna fino al termine della stagione. Il suo esordio tra i professionisti avviene quindi il 27 gennaio, nel pareggio interno contro il Teramo. Terminato il prestito viene acquistato dal Venezia, che lo lascia ancora in prestito al Ravenna. Segna il suo primo gol nell'ultima giornata di Serie C pareggiata 3-3 contro l'Imolese.
Tornato al Venezia, il 31 agosto 2019 debutta in Serie B, nella vittoria per 1-0 in casa del Trapani. Firma il suo primo gol con i veneti alla terzultima giornata di campionato, nello scontro salvezza con la Juve Stabia. La stagione successiva si apre per il Venezia con la vittoria contro il neopromosso Vicenza, nella quale Maleh parte da titolare. Il 20 ottobre 2020 si mette in luce con una grande prestazione nella partita contro il Pescara, vinta per 4-0, nella quale realizza un gol ed effettua due assist. Il 21 gennaio 2021 viene acquistato a titolo definitivo dalla Fiorentina, che lo lascia in prestito ai veneti fino al 30 giugno seguente.

#### Fiorentina e Lecce
Terminato il prestito, torna alla Fiorentina, con cui esordisce in massima serie il 23 agosto 2021, nella sconfitta per 3-1 in casa della Roma. Il 5 dicembre 2021 realizza il suo primo gol in Serie A, nella sfida vinta per 3-2 in casa del Bologna. Pur avendo trovato spazio nella prima stagione in maglia viola, nell'annata successiva resta ai margini della squadra.

#### Prestito all'Empoli
Il 3 gennaio 2023 si trasferisce al Lecce in prestito oneroso con obbligo di riscatto in caso di permanenza dei giallorossi nella massima serie. Esordisce con i giallorossi l'indomani, subentrando nella gara di campionato vinta in casa per 2-1 contro la Lazio.
Riscattato a fine stagione dai salentini per 5 milioni di euro, il 31 agosto 2023 viene ceduto a titolo temporaneo all'Empoli. Debutta il 3 settembre seguente, nella sconfitta casalinga per 2-0 contro la Juventus.
Rientrato in Puglia, il 12 agosto 2024 ritorna nuovamente in prestito alla squadra toscana per un'ulteriore stagione.

### Nazionale

#### Nazionale giovanile con l'Italia
Il 28 agosto 2020 viene convocato per la prima volta nell'Under-21 italiana dal commissario tecnico Paolo Nicolato. Fa quindi il suo esordio nell'amichevole del 3 settembre, contro i pari età della Slovenia. Il 18 novembre trova la sua prima rete in nazionale, segnando il gol che apre le marcature nella vittoria contro la Svezia (4-1).

#### Nazionale maggiore con il Marocco
Il 26 agosto 2021 decide di cambiare nazione da rappresentare, accettando la convocazione del Marocco.

## Statistiche

### Presenze e reti nei club
Statistiche aggiornate al 24 maggio 2025.
| Stagione          | Squadra           | Campionato        | Campionato | Campionato | Coppe nazionali | Coppe nazionali | Coppe nazionali | Coppe continentali | Coppe continentali | Coppe continentali | Altre coppe | Altre coppe | Altre coppe | Totale | Totale |
| Stagione          | Squadra           | Comp              | Pres       | Reti       | Comp            | Pres            | Reti            | Comp               | Pres               | Reti               | Comp        | Pres        | Reti        | Pres   | Reti   |
| ----------------- | ----------------- | ----------------- | ---------- | ---------- | --------------- | --------------- | --------------- | ------------------ | ------------------ | ------------------ | ----------- | ----------- | ----------- | ------ | ------ |
| 2017-2018         | Ravenna           | C                 | 9          | 0          | CIC             | -               | -               | -                  | -                  | -                  | -           | -           | -           | 9      | 0      |
| 2018-2019         | Ravenna           | C                 | 21+2       | 1          | CIC             | 2               | 0               | -                  | -                  | -                  | -           | -           | -           | 25     | 1      |
| Totale Ravenna    | Totale Ravenna    | Totale Ravenna    | 32         | 1          |                 | 2               | 0               |                    | -                  | -                  |             | -           | -           | 34     | 1      |
| 2019-2020         | Venezia           | B                 | 28         | 1          | CI              | 2               | 0               | -                  | -                  | -                  | -           | -           | -           | 30     | 1      |
| 2020-2021         | Venezia           | B                 | 29+4       | 4+1        | CI              | 0               | 0               | -                  | -                  | -                  | -           | -           | -           | 33     | 5      |
| Totale Venezia    | Totale Venezia    | Totale Venezia    | 61         | 6          |                 | 2               | 0               |                    | -                  | -                  |             | -           | -           | 63     | 6      |
| 2021-2022         | Fiorentina        | A                 | 28         | 2          | CI              | 5               | 1               | -                  | -                  | -                  | -           | -           | -           | 33     | 3      |
| 2022-gen. 2023    | Fiorentina        | A                 | 7          | 0          | CI              | 0               | 0               | UECL               | 5                  | 0                  | -           | -           | -           | 12     | 0      |
| Totale Fiorentina | Totale Fiorentina | Totale Fiorentina | 35         | 2          |                 | 5               | 1               |                    | 5                  | 0                  |             | -           | -           | 45     | 3      |
| gen.-giu. 2023    | Lecce             | A                 | 17         | 0          | CI              | -               | -               | -                  | -                  | -                  | -           | -           | -           | 17     | 0      |
| 2023-2024         | Empoli            | A                 | 34         | 0          | CI              | 0               | 0               | -                  | -                  | -                  | -           | -           | -           | 34     | 0      |
| 2024-2025         | Empoli            | A                 | 22         | 0          | CI              | 2               | 1               | -                  | -                  | -                  | -           | -           | -           | 24     | 1      |
| Totale Empoli     | Totale Empoli     | Totale Empoli     | 56         | 0          |                 | 2               | 1               |                    | -                  | -                  |             | -           | -           | 58     | 1      |
| Totale carriera   | Totale carriera   | Totale carriera   | 195+6      | 8+1        |                 | 11              | 2               |                    | 5                  | 0                  |             | -           | -           | 217    | 11     |

### Cronologia presenze e reti in nazionale
| Cronologia completa delle presenze e delle reti in nazionale ― Marocco | Cronologia completa delle presenze e delle reti in nazionale ― Marocco | Cronologia completa delle presenze e delle reti in nazionale ― Marocco | Cronologia completa delle presenze e delle reti in nazionale ― Marocco | Cronologia completa delle presenze e delle reti in nazionale ― Marocco | Cronologia completa delle presenze e delle reti in nazionale ― Marocco | Cronologia completa delle presenze e delle reti in nazionale ― Marocco | Cronologia completa delle presenze e delle reti in nazionale ― Marocco |
| Data                                                                   | Città                                                                  | In casa                                                                | Risultato                                                              | Ospiti                                                                 | Competizione                                                           | Reti                                                                   | Note                                                                   |
| ---------------------------------------------------------------------- | ---------------------------------------------------------------------- | ---------------------------------------------------------------------- | ---------------------------------------------------------------------- | ---------------------------------------------------------------------- | ---------------------------------------------------------------------- | ---------------------------------------------------------------------- | ---------------------------------------------------------------------- |
| 17-6-2023                                                              | Durban                                                                 | Sudafrica                                                              | 2 – 1                                                                  | Marocco                                                                | Qual. Coppa d'Africa 2023                                              | -                                                                      |                                                                        |
| Totale                                                                 |                                                                        | Presenze                                                               | 1                                                                      |                                                                        | Reti                                                                   | 0                                                                      |                                                                        |

| Cronologia completa delle presenze e delle reti in nazionale ― Italia under 21 | Cronologia completa delle presenze e delle reti in nazionale ― Italia under 21 | Cronologia completa delle presenze e delle reti in nazionale ― Italia under 21 | Cronologia completa delle presenze e delle reti in nazionale ― Italia under 21 | Cronologia completa delle presenze e delle reti in nazionale ― Italia under 21 | Cronologia completa delle presenze e delle reti in nazionale ― Italia under 21 | Cronologia completa delle presenze e delle reti in nazionale ― Italia under 21 | Cronologia completa delle presenze e delle reti in nazionale ― Italia under 21 |
| Data                                                                           | Città                                                                          | In casa                                                                        | Risultato                                                                      | Ospiti                                                                         | Competizione                                                                   | Reti                                                                           | Note                                                                           |
| ------------------------------------------------------------------------------ | ------------------------------------------------------------------------------ | ------------------------------------------------------------------------------ | ------------------------------------------------------------------------------ | ------------------------------------------------------------------------------ | ------------------------------------------------------------------------------ | ------------------------------------------------------------------------------ | ------------------------------------------------------------------------------ |
| 3-9-2020                                                                       | Lignano Sabbiadoro                                                             | Italia under 21                                                                | 2 – 1                                                                          | Slovenia under 21                                                              | Amichevole                                                                     | -                                                                              | 46’                                                                            |
| 8-9-2020                                                                       | Kalmar                                                                         | Svezia under 21                                                                | 3 – 0                                                                          | Italia under 21                                                                | Qual. Europeo Under-21 2021                                                    | -                                                                              | 46’                                                                            |
| 12-11-2020                                                                     | Reykjavík                                                                      | Islanda under 21                                                               | 1 – 2                                                                          | Italia under 21                                                                | Qual. Europeo Under-21 2021                                                    | -                                                                              | 90+1’ 90+3’                                                                    |
| 15-11-2020                                                                     | Differdange                                                                    | Lussemburgo under 21                                                           | 0 – 4                                                                          | Italia under 21                                                                | Qual. Europeo Under-21 2021                                                    | -                                                                              | 87’                                                                            |
| 18-11-2020                                                                     | Pisa                                                                           | Italia under 21                                                                | 4 – 1                                                                          | Svezia under 21                                                                | Qual. Europeo Under-21 2021                                                    | 1                                                                              | 29’ 57’                                                                        |
| Totale                                                                         |                                                                                | Presenze                                                                       | 5                                                                              |                                                                                | Reti                                                                           | 1                                                                              |                                                                                |